# Вівіан Едвардс
Вівіан Едвардс (англ. Vivian Edwards; 10 вересня 1896, Лос-Анджелес, штат Каліфорнія — 4 грудня 1949, Лос-Анджелес) — американська акторка німого кіно.

## Життєпис
Виконувала ролі в ранніх фільмах Чарлі Чапліна у 1914 та 1915 роках. Її роль однієї з сестер Goo goo у фільмі «Реквізитор», в головній ролі в якому грав Чаплін, була однією з найбільш пам'ятних ролей. Всього знялась у 57 німих фільмах.
У 1926 році одружилася з режисером Браяном Фоєм. Народила дочку Мері Джейн (Foy) Landstrom.

## Вибрана фільмографія
- 1914 — Реквізитор
- 1914 — Ці любовні муки — брюнетка
- 1914 — Обличчя на підлозі бару — модель
- 1914 — Маскарадна маска
- 1914 — Його нова професія / His New Profession
- 1914 — Тісто і динаміт — відвідувач
- 1915 — / Do-Re-Mi-Boom! — дівчина в холі готелю
- 1916 — Його брехливе серце